# Gwiazda Francji i Niemiec
Gwiazda Francji i Niemiec lub Gwiazda za Francję i Niemcy (ang. France and Germany Star) – brytyjskie gwiazda przyznawana za udział w walkach na froncie zachodnim II wojny światowej, zaliczana do medali kampanii brytyjskich.

## Zasady nadawania
Gwiazda była nadawana za służbę na terenie Francji, Belgii, Holandii i Niemiec od 6 czerwca 1944 do 8 maja 1945.
Brytyjskie przepisy mundurowe określały, że nagrodzony France and Germany Star nie mógł otrzymać ani Gwiazdy Atlantyku, ani Gwiazdy Lotniczych Załóg w Europie.
Uprawnienie do Atlantic Star było oznaczane klamrą Atlantic. Na baretce doczepiano srebrną rozetkę w kształcie róży heraldycznej.

## Opis
Sześcioramienna gwiazda z brązu o wysokości 44 mm i szerokości 38 mm.
W centrum znajduje się okrągła tarcza z monogramem królewskim GRI VI i królewską koroną. W otoku napis: France and Germany Star.
Wstążka była opracowana przez Króla Jerzego VI.
Pasy koloru czerwonego, białego i błękitnego symbolizują barwy narodowe Francji, Holandii i Zjednoczonego Królestwa.

## Klamry medalu
- Atlantic – dla odznaczanych, którzy kwalifikowali się do otrzymania Gwiazdy Atlantyku.